# IC 348
IC 348 est une pouponnière d'étoiles de la constellation de Persée située à environ 1 000 années-lumière du Soleil. Située dans le nuage moléculaire de Persée, elle est formée d'un amas ouvert d'environ 400 étoiles couvrant une surface du ciel de taille apparente de 20″. Les plus massives des étoiles de l'amas sont le système binaire BD+31°643, de type spectral combiné B5. Selon des observations réalisées à l'aide du télescope spatial Spitzer, environ la moitié des étoiles de l'amas ont un disque circumstellaire, dont 60 % sont primordiaux.
La formation relativement récente de l'amas stellaire IC 348 a facilité la découverte de trois naines brunes de faible masse. Comme ces objets refroidissent avec le temps, la jeunesse de la structure les rend plus facilement détectables car elles sont encore suffisamment chaudes pour être observées. Des observations plus récentes réalisées en 2023 avec le télescope spatial James Webb on confirmé ces résultats en identifiant les naines brunes les moins massives connues jusqu'alors, la plus légère d'entre elles ayant une masse n'excédant pas trois ou quatre fois celle de Jupiter,.
Le spectre d'émission du tryptophane, l'acide aminé protéinogène le plus complexe, aurait été observé en 2023 entre les étoiles de l'amas IC 348.

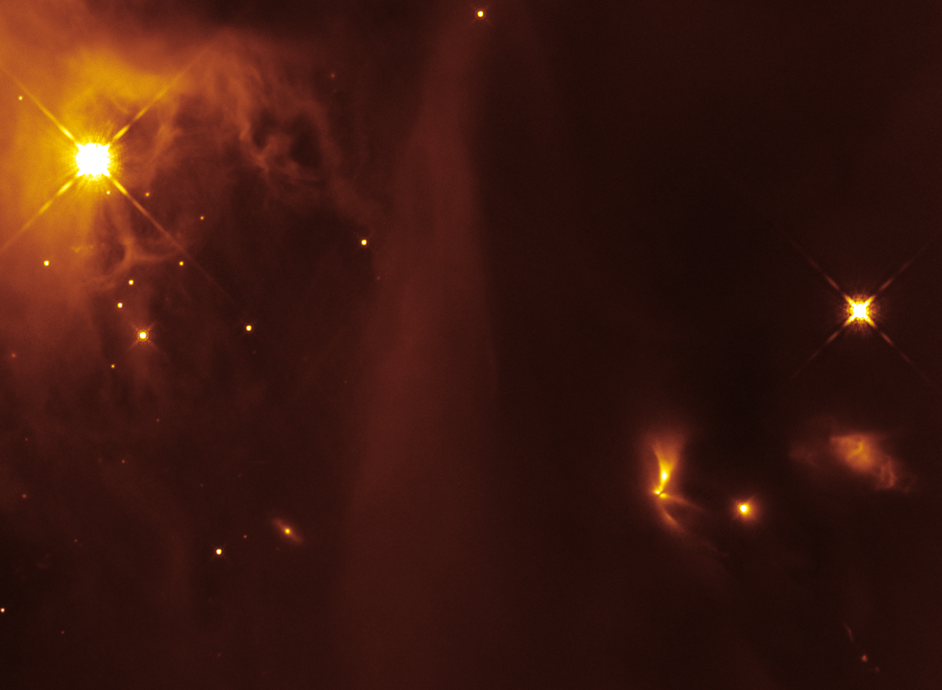
Vue d'IC 348 et de son environnement par le télescope spatial Hubble[8].